# 行動科技應用開發者年會
行動科技年會（英語：。原稱行動科技應用開發者年會，2015年更名），2012年10月首度於高雄軟體園區舉辦，2013年起移師至高雄國際會議中心固定舉辦。成立宗旨為針對移動通訊領域結合實際的產業面與工程研發（平台工具、後台服務、移動應用）、專案管理、創業活動做深入探討，以培養更多行動科技領域的人才和實際應用。至今已連續舉辦十一年，為南臺灣最大的資訊社群年會；行動科技年會大多於每年10月下旬舉辦。2021年第十屆年會因Covid-19疫情首次採用全線上會議方式進行，2022年第十一屆年會再次回歸實體活動，2023年第十二屆年會移師至高雄展覽館舉行。

## 緣起
長年以來，台灣資訊界大型研討會多舉辦於台北，因此南部相關從業人員如要參與便需舟車前往。此外也因缺乏此類活動，以致資訊間的交流不若北部興盛，也造成人才流失。三位創辦人即有感於高雄人前往台北的研討會聆聽高雄人發表議題的情況，於是有了在高雄舉辦科技研討會的想法。這些想法在最後促成MOPCON的舉辦，同時也以「濁水溪以南」為口號號召南部資訊社群與各大資訊企業共同參與。

## 形象人物
MO孃，又稱Mosume、高雄某素梅，是MOPCON專屬虛擬形象人物。自2013年年會中首次亮相後，每年皆會以當年度流行之設計風格與大會主題更換造型設計，最新形象為 2022年年會造型，也推出過相關週邊商品。2021年首次以Vtuber形式呈現，並創建專屬Youtube頻道 （页面存档备份，存于），並以此形象參與2021iThome鐵人賽，完成30部教學影片。2022年更推出個人主題曲 （页面存档备份，存于），為台灣資訊研討會首創。

## 歷年年會

### 2012
2012年10月27~28日舉辦於高雄軟體園區A棟頂樓海景會議廳，議程主要是討論行動平台，並邀請相關專家進行各種不同領域( 包括：平台工具、後台服務、移動應用 )的完整探討與經驗分享。此年會目的是藉由深入探討各個領域的經驗分享，能夠吸引更多人才與廠商積極投入網路平台的貢獻。二天的活動共有118名參與者。

### 2013
2013年10月26~27日舉辦於高雄國際會議中心，議程以營運、開發、數位為主軸，這次則邀請數位台灣業界行動方面的中堅，以及二位外籍講者分享實務經驗，而將此次的精神意涵定為 "I code, I spread, I connect"，希望能更促進實務方面的交流。此次年會也相較於2012年盛大許多，共有500多位參與者在現場共襄盛舉。

### 2014
2014年10月25~26日舉辦於高雄國際會議中心，這次除了涵蓋前二年的主題之外，增加了大數據、穿戴式裝置、簡化設計等主題，朝向更人性化層面的討論，而這次邀請的專家則主要是行動產業中的從業人員。其中，在會議裡也增加了網路聊天界面的平台。這次年會則再次打破了上次的參加人數，總共釋出989張票(一階段：800張、二階段：189張)，並在釋出後迅速地被搶完。

### 歷年年會簡表
| 大會日期        | 大會主題 | Slogan                               | 地點                                                                                                   | 活動官網                           |
| --------------- | --- | ------------------------------------ | --- | ---------------------------------- |
| 2012/10/27-28   | 電子票劵 |                                      | 高雄軟體園區A棟頂樓海景會議廳                                                                          | MOPCON 2012 （页面存档备份，存于） |
| 2013/10/26-27   | 行動軟體開發、應用技術 | I code, I spread, I connect          | 高雄國際會議中心                                                                                       | MOPCON 2013 （页面存档备份，存于） |
| 2014/10/25-26   | App開發、雲端服務、數位內容、創新營運、海量資料、穿戴式裝置、運動健康照護、家庭自動化、TV / 高畫質內容、簡化設計和開發流程 | I code, I spread, I connect          | 高雄國際會議中心                                                                                       | MOPCON 2014 （页面存档备份，存于） |
| 2015/10/31-11/1 | App開發、雲端服務、數位內容、創新營運、海量資料、穿戴式裝置、運動健康照護、家庭自動化、TV / 高畫質內容、簡化設計和開發流程 | Connect                              | 高雄國際會議中心                                                                                       | MOPCON 2015 （页面存档备份，存于） |
| 2016/10/29-30   | 行動開發技術、服務營運、數位內容、雲端運算、穿戴應用、VR 虛擬實境、AR 擴增實境、物聯網應用、HTML5可攜式跨裝置應用          | Connect Everything                   | 高雄國際會議中心                                                                                       | MOPCON 2016 （页面存档备份，存于） |
| 2017/10/28-29   | 聊天機器人、穿戴式裝置、物聯網應用、數據分析及機器學習、VR 虛擬實境、AR 擴增實                                             | Hyperconnectivity－互聯、互動、智慧  | 高雄國際會議中心                                                                                       | MOPCON 2017 （页面存档备份，存于） |
| 2018/11/3-4     | Mobile App、AR/VR、UI/UX、IoT、AI、Blockchain                                                                              | Connect Everything－互聯、互動、整合 | 高雄國際會議中心                                                                                       | MOPCON 2018 （页面存档备份，存于） |
| 2019/10/19-20   | 人工智慧 X 量化投資 | here, we ${con}                      | 高雄國際會議中心                                                                                       | MOPCON 2019 （页面存档备份，存于） |
| 2020/10/24-25   | 社會參與 X 遠距職場 X 數位轉型                                                                                             | ${con} With Us                       | 高雄國際會議中心                                                                                       | MOPCON 2020 （页面存档备份，存于） |
| 2021/10/23-24   | Mobile、AIoT | Growing With You                     | 受疫情影響，改以線上舉辦。提供Gather （页面存档备份，存于）虛擬會場 （页面存档备份，存于）方便會眾互動 | MOPCON 2021 （页面存档备份，存于） |
| 2022/10/15-16   | Web3 X Mobile、Brand-able UI/UX、Cross platform                                                                            | Next Giant Conf                      | 高雄國際會議中心                                                                                       | MOPCON 2022 （页面存档备份，存于） |
| 2023/11/11-12   | Mobile Technologies、Product Design & Operations、Cloud & Platform、Technology Trends                                      | Implementation X Crossover           | 高雄展覽館                                                                                             | MOPCON 2023 （页面存档备份，存于） |

## 外部連結
- MOPCON官方網站 （页面存档备份，存于）
- MOPCON粉絲專頁 （页面存档备份，存于）
- MOPCON Podcast （页面存档备份，存于）
- MOPCON官方推特 （页面存档备份，存于）
- MOPCON官方Youtube頻道 （页面存档备份，存于）
- MO孃Instagram （页面存档备份，存于）
- MO孃官方網站 （页面存档备份，存于）
- MO孃官方Youtube頻道 （页面存档备份，存于）